# Bürgerpartei (Finnland)
Die Bürgerpartei (finnisch Kansalaispuolue, schwedisch Medborgarpartiet) ist eine 2016 gegründete politische Partei in Finnland. Sie wurde von dem langjährigen Zentrums-Politiker und Europaabgeordneten Paavo Väyrynen gegründet, der Mitte 2016 aus der Zentrumspartei ausgetreten war. Bis Juli 2017 war Väyrynen erster Parteivorsitzender, Sami Kilpeläinen folgte ihm nach.
Die Partei nahm nicht an den Kommunalwahlen 2017 teil, obwohl Väyrynen als unabhängiger Kandidat in den Stadtrat von Helsinki gewählt wurde.

## Parteivorsitzende
- Paavo Väyrynen (2016–2017)
- Sami Kilpeläinen (seit 2017)